# Drassyllus sanmenensis
Drassyllus sanmenensis är en spindelart som beskrevs av Norman I. Platnick och Song 1986. Drassyllus sanmenensis ingår i släktet Drassyllus och familjen plattbuksspindlar. Inga underarter finns listade i Catalogue of Life.